# Erich Schumm
Erich Schumm (* 9. November 1907 in Stuttgart; † 7. September 1979 in Althütte-Sechselberg) war ein deutscher Unternehmer und Erfinder aus Württemberg. Er hat über 1000 Patente angemeldet.

## Leben

Erfinder der Fliegenklatsche – Bild aus der Offenlegungsschrift von Erich Schumms Patent CH 324403A

Nach der Ausbildung zum Kaufmann und Werbegrafiker war Erich Schumm zunächst in verschiedenen Firmen tätig. 1933 gründete er in Stuttgart das Unternehmen Schumm. Drei Jahre später entwickelte er Erich Schumms Brennstoff in Tablettenform, kurz Esbit. Die kleinen weißen Würfel, die zuverlässig brennen, wurden schnell ein Verkaufs- und Exportschlager, der in über 70 Staaten verkauft wurde und wird. In erster Linie wurde Esbit beim Camping oder in Spielzeug wie Modelldampfmaschinen verwendet.
Als NSDAP-Mitglied übernahm er 1940 in Stuttgart die Textilfabrik Loeb unter Wert vom jüdischen Vorbesitzer.
Im Mai 1943 wurde er von der Stuttgarter NSDAP-Kreisleitung von der Parteimitgliedschaft ausgeschlossen, weil er einen jüdischen Mitarbeiter vor der versammelten Belegschaft gelobt habe.
Im selben Jahr wurde das Stuttgarter Unternehmensgebäude bei einem Luftangriff zerstört, und Erich Schumm übersiedelte mit seinem Unternehmen nach Murrhardt.
Er ließ auch im Schutzhaftlager Welzheim Zwangsarbeiter Esbit-Tabletten produzieren. Aussagen von ehemaligen Häftlingen nach dem Krieg, sie seien ausgebeutet und misshandelt worden, entgegnete Schumm, er habe versucht, die Häftlinge vor der Deportation zu bewahren.
Nach dem Zweiten Weltkrieg gründete Schumm die Schumm Zuckerwarenfabrik in Murrhardt, die in den 1950er-Jahren Produkte wie Kaugummi und Weingummi herstellte. Das Schumm Plastic-Werk stellte in den 1950er- und 1960er-Jahren Kunststoffprodukte für Haus und Garten her. Herausragend war die Erfindung der Fliegenklatsche im Jahr 1953.
In den 1960er-Jahren begann die Fertigung von Handtuch- und Seifenspendern, die in öffentlichen Einrichtungen benutzt werden. Nach dem Tod von Erich Schumm 1979 wurde das Unternehmen von Karl-Friedrich Kleemann (1938–1992) übernommen. Er war seit 1968 für Schumm tätig, seit 1969 als Geschäftsführer. Als Testamentsvollstrecker von Erich Schumm fühlte er sich der Fortführung des Lebenswerkes verpflichtet. Er führte das Unternehmen bis zu seinem Tod 1992 erfolgreich weiter. 1994 wurde das Unternehmen von der Haniel Textilservices (HTS, inzwischen CWS-boco) übernommen. Heute befindet sich in Murrhardt eine Großwäscherei für Handtuchrollen und Fußmatten.
1978 lernte Schumm bei einer Reise in die Vereinigten Staaten das Konzept der Hörbücher kennen und gründete daraufhin mit Schumm sprechende Bücher den ersten deutschen Hörbuchverlag. Die auf Tonkassetten aufgesprochene Literatur wurde häufig von Bibliotheken für den Verleih gekauft. Der Verlag existiert heute unter dem Namen Steinbach sprechende Bücher in Schwäbisch Hall.
Schumm begründete den Club der Alten in Murrhardt. Die von ihm gegründete Stiftung Erich Schumm Stift mit eigenem Altersheim sorgt für ältere Mitbürger in Murrhardt und besteht heute noch. Träger ist die „Erich Schumm Stiftung“.
Erich Schumm war mit Lili (1904–1991) verheiratet. Das Grab es Paares befindet sich bei der Walterichskirche in Murrhardt.

## Ehrungen
- Ehrenbürgerschaft der Stadt Murrhardt (9. November 1973)
- Erich-Schumm-Straße in Murrhardt